# Hanna Kunachowicz
Hanna Maria Kunachowicz – polska technolożka żywności i żywienia, profesor nauk rolniczych, zawodowo przez szereg lat związana z Instytutem Żywności i Żywienia, gdzie w latach 1980–2011 była kierowniczką Zakładu Wartości Odżywczych Żywności, nauczycielka akademicka, profesor Warszawskiego Uniwersytetu Medycznego.

## Życiorys
Przez szereg lat była pracowniczką naukową Instytutu Żywności i Żywienia. W latach 1980–2011 kierowała Zakładem Wartości Odżywczych Żywności Instytutu Żywności i Żywienia. Była członkinią Rady Naukowej IŻiŻ. Wykładała na Wydziale Nauk o Zdrowiu Warszawskiego Uniwersytetu Medycznego (wcześniej Akademii Medycznej w Warszawie).
W 1997 roku uzyskała tytuł profesora nauk rolniczych.
W ramach pracy naukowej zajmowała się badaniem wartości odżywczej białka w różnych produktach spożywczych i jego wykorzystaniem w organizmie, oceną wartości odżywczej produktów spożywczych, określeniem zawartości w produktach spożywczych różnych składników odżywczych i  nieodżywczych oraz ich współzależności w przemianach biochemicznych w organizmie. Była współautorką tabel składu i wartości odżywczych w formie książkowej oraz w postaci elektronicznej bazy danych.
Była uczestniczką międzynarodowych badań  nad składem i wartością odżywczą żywności oraz bazami danych (FDB) w krajach Unii Europejskiej w ramach projektów CEECFOODS, EuroFIR, EuroFIR Nexus i EuroFIR AISBL.
Została wybrana na członkinię Komitetu Nauk o Żywieniu Człowieka Polskiej Akademii Nauk. Była też członkinią Komitetu Epidemiologii i Zdrowia Publicznego oraz członkinią Komitetu Narodowego do spraw Współpracy z Międzynarodową Unią Nauk Żywieniowych (IUNS) Polskiej Akademii Nauk. Sprawowała funkcję wiceprzewodniczącej oraz sekretarki generalnej Polskiego Towarzystwa Nauk Żywieniowych.
Była promotorką w trzech przewodach doktorskich.